# Верхняя Старица
Верхняя Старица — посёлок в Гайнском районе Пермского края. Входит в состав Верхнестарицкого сельского поселения. Располагается восточнее районного центра, посёлка Гайны. Расстояние до районного центра составляет 26 км. По данным Всероссийской переписи населения 2010 года, в посёлке проживало 822 человека (409 мужчин и 413 женщин).
Верхняя Старица являлась центром Верхнестарицкого сельского совета (со 2 апреля 1959 до января 2006 года).

## История
Посёлок был основан в 17 февраля 1947 года, сначала под названием Камстрой, с последующим переименованием в Верхнюю Старицу, в связи с расположением у старого русла реки Кама. Приехавшие строители сначала жили в палатках, после — в бараках. Первой улицей стала Октябрьская.
История посёлка Верхняя Старица (на основе материалов из библиотеки посёлка Верхняя Старица)
Руками репрессированных немцев Поволжья были построены жизненно важные объекты: пекарня, больница, школа, детский сад. Но самой тяжёлой работой было строительство узкоколейной железной дороги.
Вокруг посёлка были леса и болота. По берегу реки делали землянки и до тех пор, пока не построили дома, жили в них. Первыми постройками были баня и хлебопекарня. Дома сплавом спускали с верховьев реки, а затем здесь собирали. Вначале построили четыре барака. Жили по 11 семей в каждом бараке.Позднее были доставлены по репарации финские четырехквартирные  дома ,в которых в качестве утеплителя использовалась стружка. Такие дома плохо сохраняли тепло зимой и бывало в морозы вода в умывальнике покрывалась ледяной коркой 
. Жизнь была очень тяжёлая. Хуже всего было летом и осенью. Питание было по карточкам: давали немного муки и 600 граммов хлеба.
Посёлок постепенно рос. Уже в 1947 году начали строить железную дорогу, которая проходила по болоту. Строили вручную. Шпалы делали сами, рельсы таскали на себе. Вдоль дороги рыли котлованы, чтобы насыпь была выше. Где было большое озеро, в котором плавали утки, теперь вдоль железной дороги стоит посёлок Дружба (часть Верхней Старицы).
В конце 1947 года привезли первый паровоз, машинистом которого был Ф. Пожарский. В 1948 году начали строить железнодорожную станцию. Начальником был Константин Ильич Тарасов.
Затем стали прибывать литовцы, татары, белорусы, всего 16 национальностей. Один из литовцев подарил скрипку. На ней в свободное время играл Август Петрович Байдин. Затем нашли гитару, балалайку. Зародилась идея создать ансамбль народных инструментов. Коллектив ансамбля состоял из 12 человек. Ездили на смотры в Гайны, Кудымкар, занимали призовые места.
«Жизнь была плохая, досыта не ели, но жили весело» — вспоминает А. Ф. Абих.
В 1951 году на базе Мысовского лесозаготовительного участка Гайнского леспромхоза был организован Пятигорский леспромхоз. Постоянных кадровых рабочих тогда насчитывалось 56 человек. Протяжённость Мысовской узкоколейной железной дороги составляла 12 километров.
Вся техника состояла из одной передвижной электростанции и двух паровозов с двумя десятками платформ. Подвозка леса к линии узкоколейной железной дороги производилась только на лошадях.
Население посёлка Верхняя Старица в то время обслуживал фельдшерско-акушерский пункт. Кино показывали в бараках не более двух раз в месяц.
Первым ребёнком, родившимся в Верхней Старице, был Рудько Николай Григорьевич. Затем появились ещё пять малышей: Гринченко Г. А., Бекирова А. В., Изоткин И. А., Дурсинов А. Ф., Гагарин И. П.
В период с 1947 года по 1966 год Верхняя Старица менялась на глазах. В составе Пятигорского леспромхоза выстроены пять рабочих посёлков, строится шестой — Лель. Во всех посёлках построены типовые школы. Имеются киноустановки. Улицы освещены электричеством. В 1954 году в Верхней Старице была открыта участковая больница.
Многие рабочие стали людьми самых разных профессий. За ударный труд многие были награждены. Многим рабочим присвоили звание «ударник коммунистического труда» — это Лехнер А. Я. (начальник паровозного депо), Тиунов В. А, Брейстер Р. Я., Исаев Ф. А., Лойк В. И, Караваев В. П., Шкудов П. И., Тиунов С. А.
По данным на 1 июля 1963 года, в посёлке проживало 1095 человек.

## Инфраструктура
В населённом пункте расположены следующие предприятия — ОАО «Пятигорылес», Пятигорское лесничество, универмаг, отделение почтовой связи.
В посёлке также находятся участковая больница, средняя школа, детский сад, клуб и библиотека.